# Sport à Bordeaux

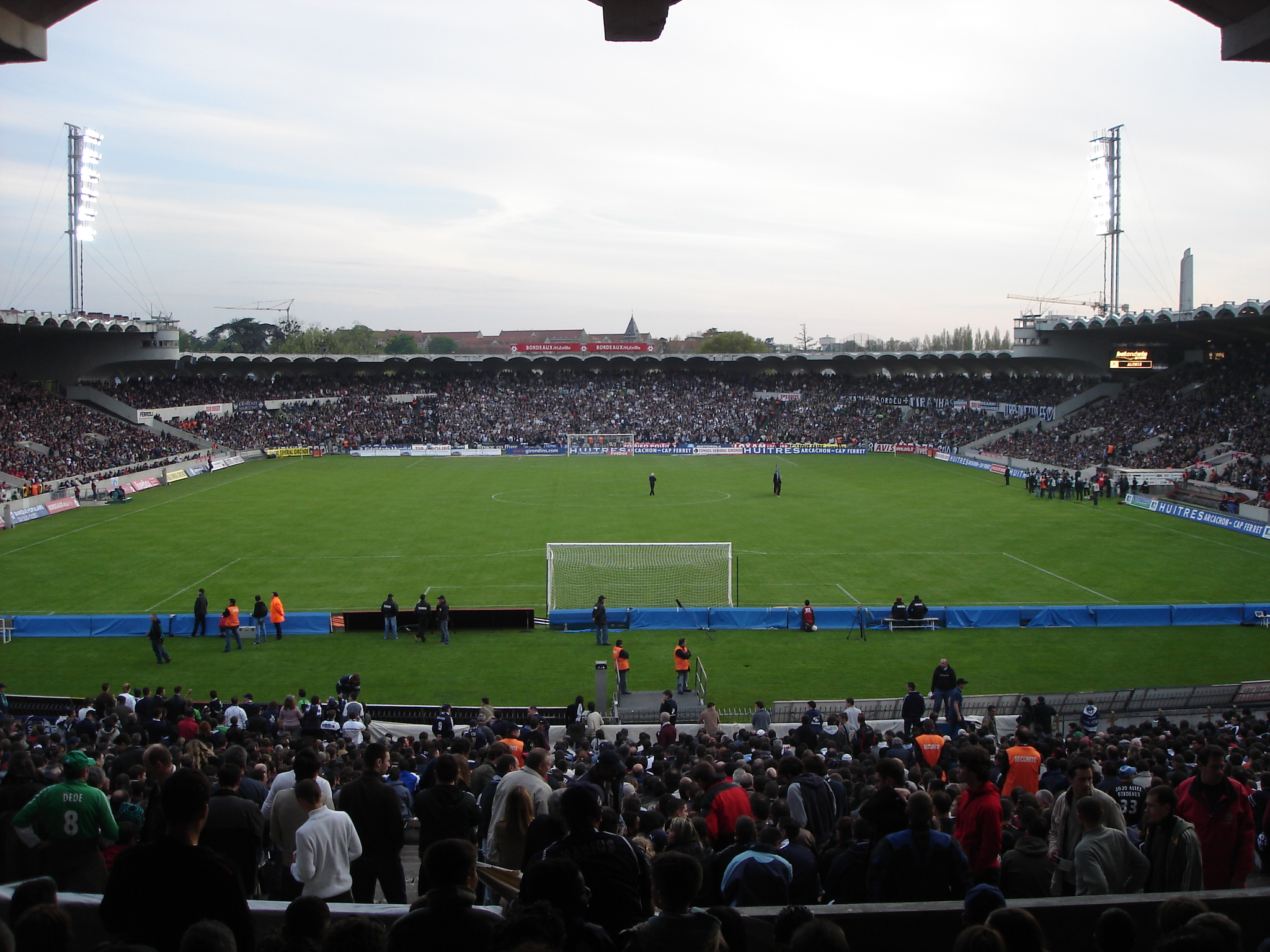
Le stade Chaban-Delmas.

Le sport à Bordeaux.

## Courses automobiles
À l'orée du XXe siècle, quatre courses automobiles ont été organisées spécifiquement sur le trajet Paris-Bordeaux, en 1895 (Paris-Bordeaux-Paris), 1898, 1899, et 1901. 
En 1903, la première édition de la course Paris-Madrid est arrêté à Bordeaux, avant son terme, par les autorités, en raison d'un grand nombre d'accidents (en coûtant notamment la vie au pilote Marcel Renault).

## Principaux événements

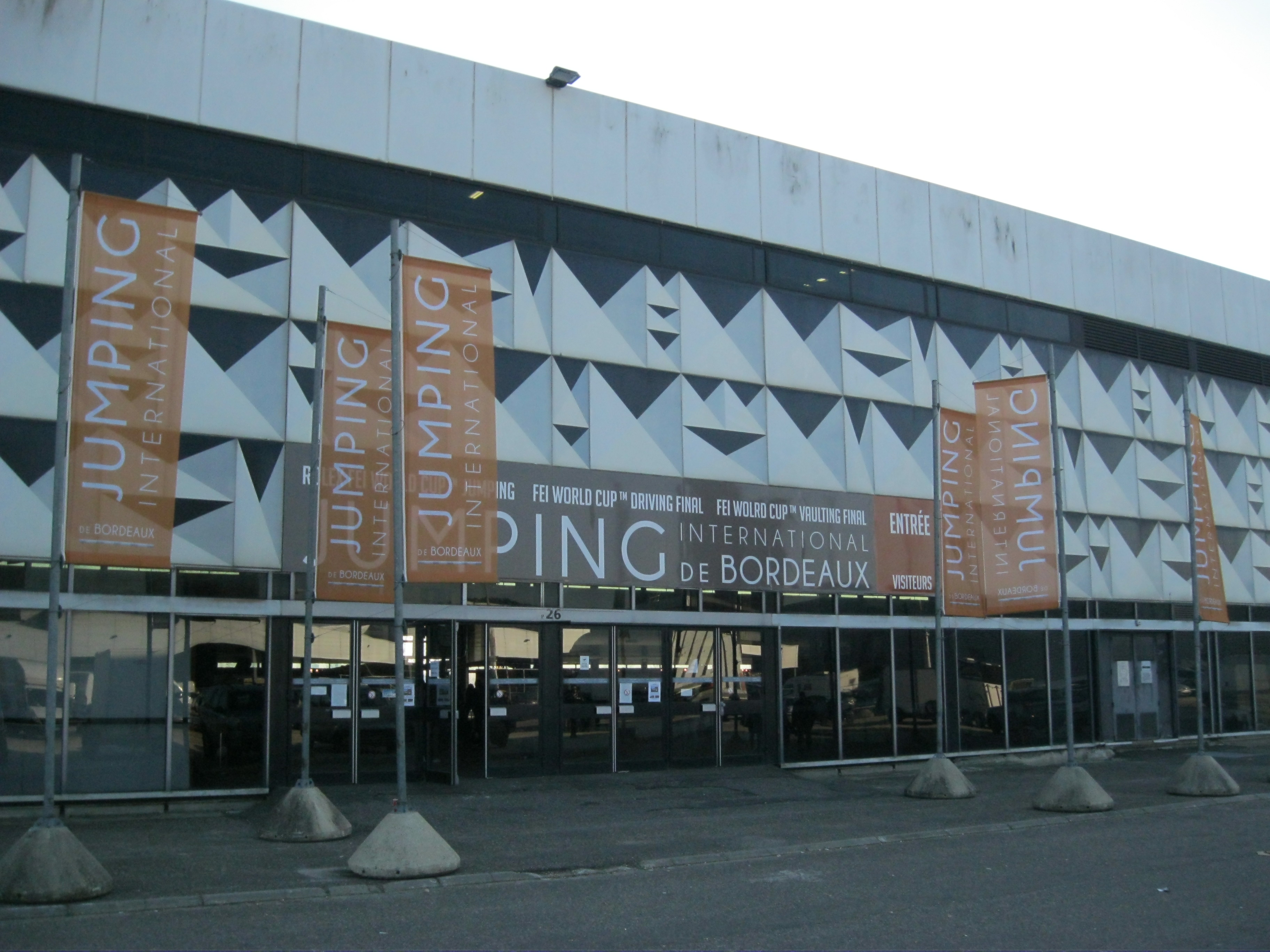
Entrée du jumping au Parc des Expositions en 2012.

- le Jumping international de Bordeaux
- l'Open international, compétition de golf ;
- le BNP Paribas Primrose Bordeaux, tournoi de tennis, organisé de 1979 à 1995 et depuis 2008 à la Villa Primrose ;
- l'Open international de tennis de table de Bordeaux
- Traversée de Bordeaux à la nage
- Départ de la solitaire du Figaro (2013, 2015)
- la course cycliste Bordeaux-Saintes ;
- la course cycliste Bordeaux-Paris créée en 1891 et dont la dernière édition s'est déroulée en 1988, avant d'être relancée en 2014 ;
- les Six jours de Bordeaux, course de six jours disputée au vélodrome de Bordeaux de 1989 à 1997 ;
- Marathon de Bordeaux Métropole[2] (de 2015 à 2019).

## Les principaux équipements sportifs bordelais
Bordeaux compte près de 420 équipements sportifs dont :
- Le stade Matmut-Atlantique (42 000 places)
- Le stade Chaban-Delmas (35 000 places)
- Le vélodrome/athlétisme indoor (4 500 places)
- La patinoire de Mériadeck (3 200 places)
- Le palais des sports (2 600 places)
- La salle Jean-Dauguet (2 300 places)
- La salle des Peupliers (900 places)
- L'hippodrome du Bouscat
- 1 centre de voile / 1 club d’aviron
- 2 golfs (Golf de Bordeaux Lac et Golf bordelais)
- 5 piscines dont la Piscine Judaïque
- 2 bowling (Mériadeck et Bordeaux-Lac)
- 2 salles d’escrime
- 1 salle de tennis de table
- 1 mur d’escalade
- 1 aire de tir à l’arc
- 1 centre de tir sportif
- 1 skatepark
- 1 piste de bicross
- 2 halles de sport
- 5 frontons de pelote basque
- 21 gymnases
- 36 salles de sport
- 10 city-stade
- 13 aires d’athlétisme
- 60 terrains de grand jeu
- 63 terrains de petit jeu
- 94 terrains de tennis

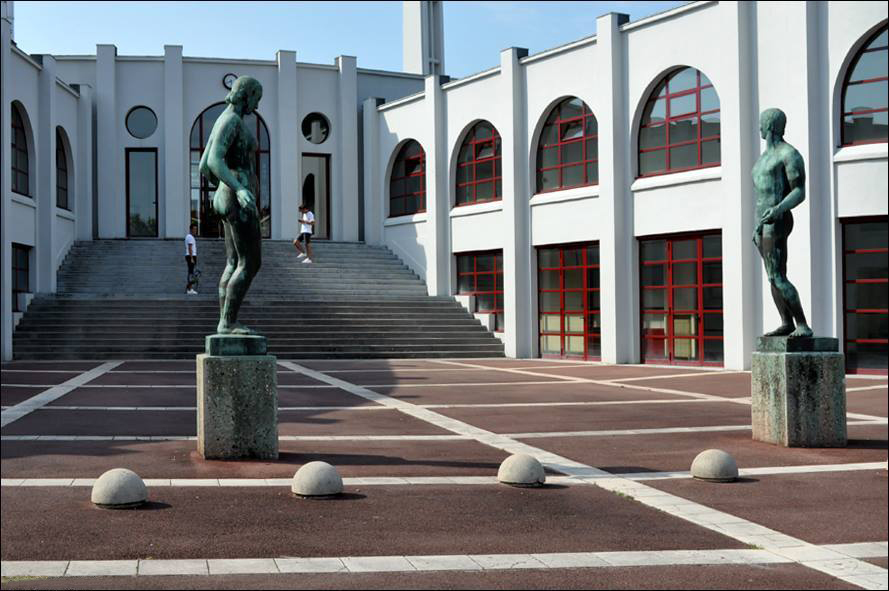
Entrée du Stade Chaban-Delmas.
Patinoire de Mériadeck.
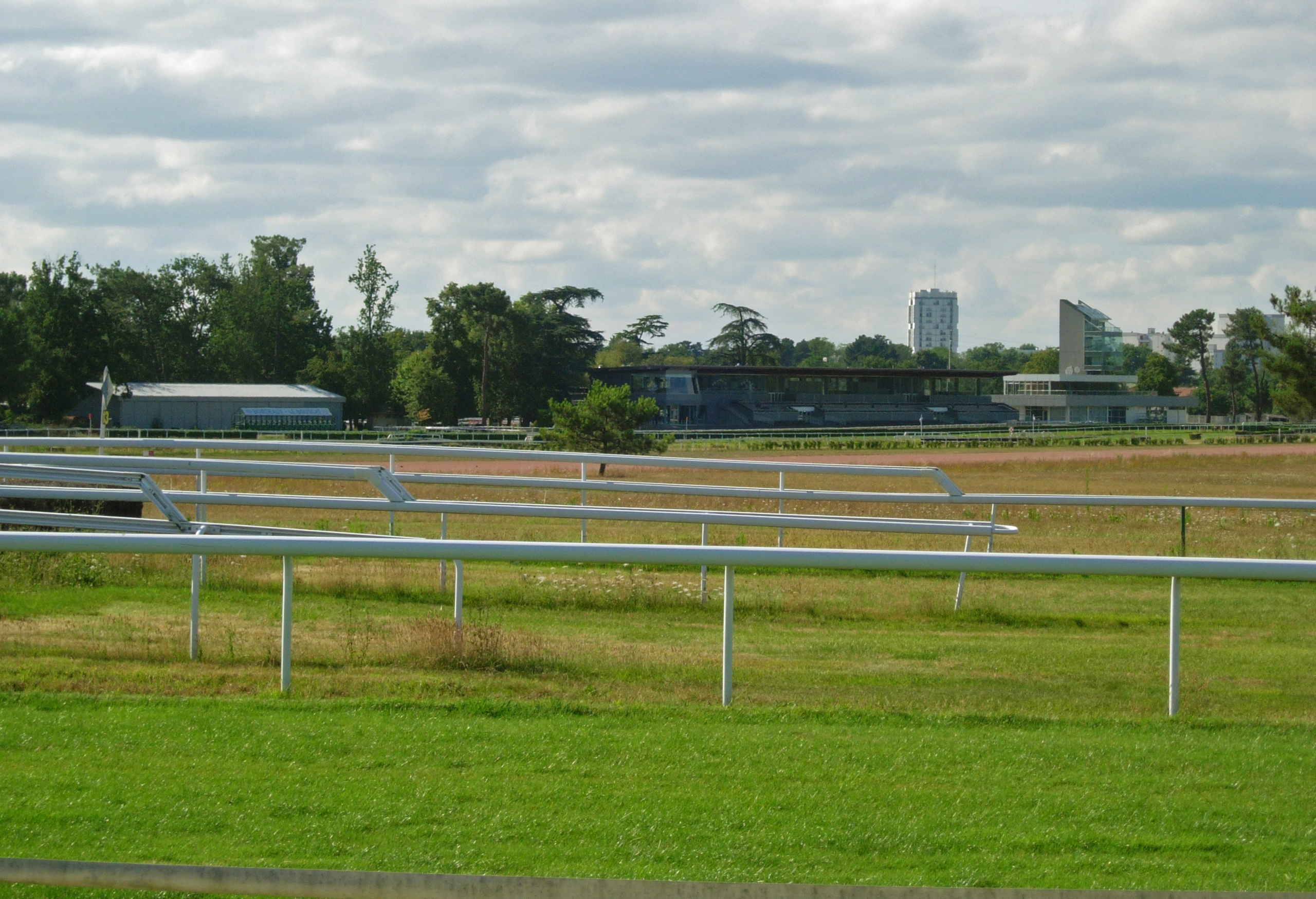
Hippodrome du Bouscat.
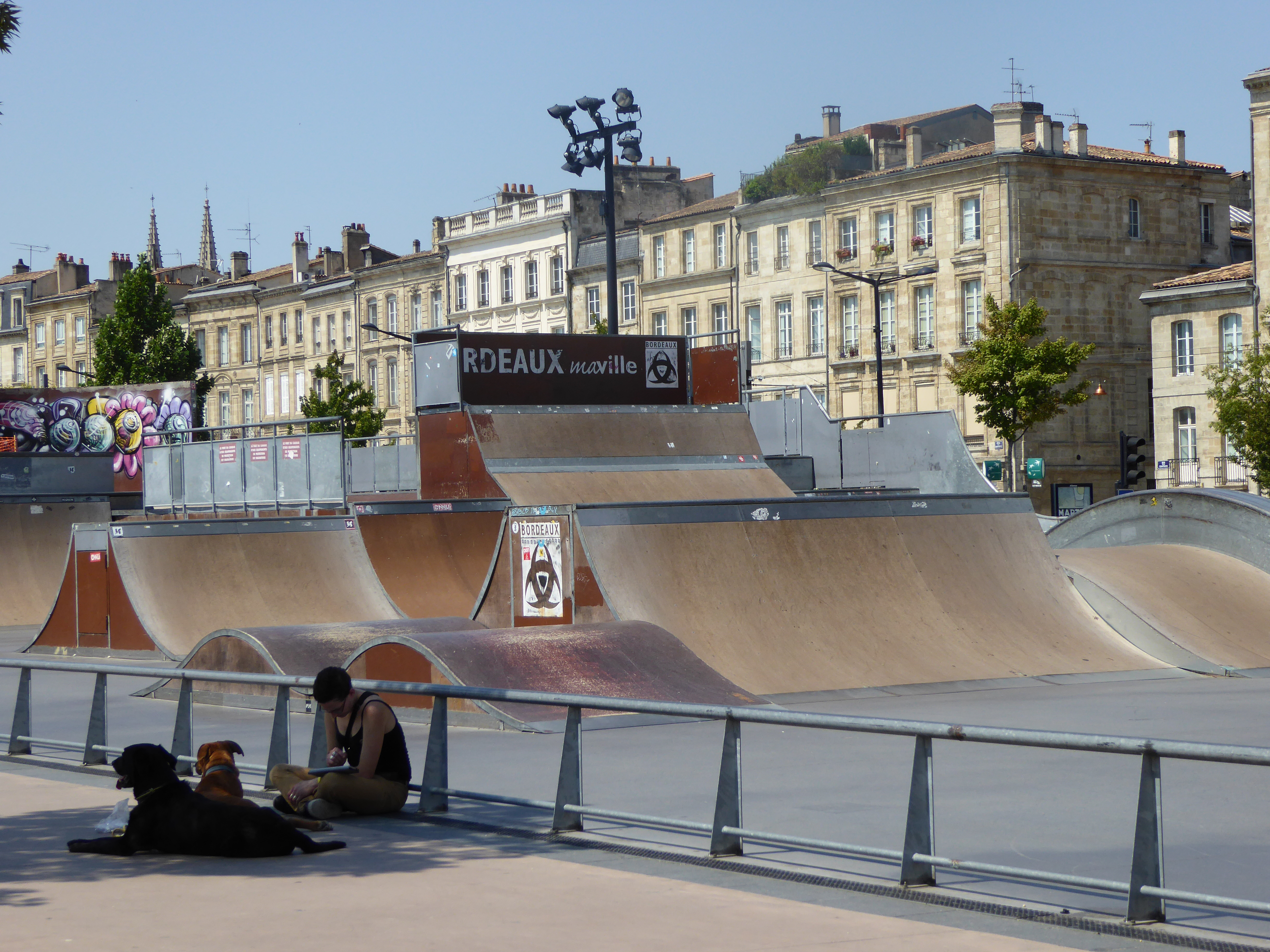
Skatepark des Chartrons.

- Le parc des sports Saint-Michel est un équipement en accès libre sur les quais, ouvert au public depuis le 1er mai 2009 ; il a été conçu par l'architecte-paysagiste Michel Corajoud. Il couvre un espace de 5,5 hectares en bord de Garonne depuis le pont de pierre jusqu'au quai Sainte Croix et propose plusieurs aires de promenade et de détente ludiques ou sportives de plein air.

Le parc des sports Saint-Michel est constitué de plusieurs plateaux de jeux[3] :
  - un fronton avec une surface de jeu de 10m par 16m et un terrain de 47m de long pour la pratique de type pelote basque.
  - une aire de rink hockey de 42m par 18m en béton lisse.
  - une aire de basket ball de 18m par 11m en revêtement béton bitumeux.
  - un terrain de football urbain en gazon synthétique de 32m par 16m.
  - une aire en sable de beach volley de 40m par 18m transformable en 1 terrain central ou 3 mini terrains.
  - un espace de sport d'orientation.
  - une aire de renforcement musculaire permettant le street workout.

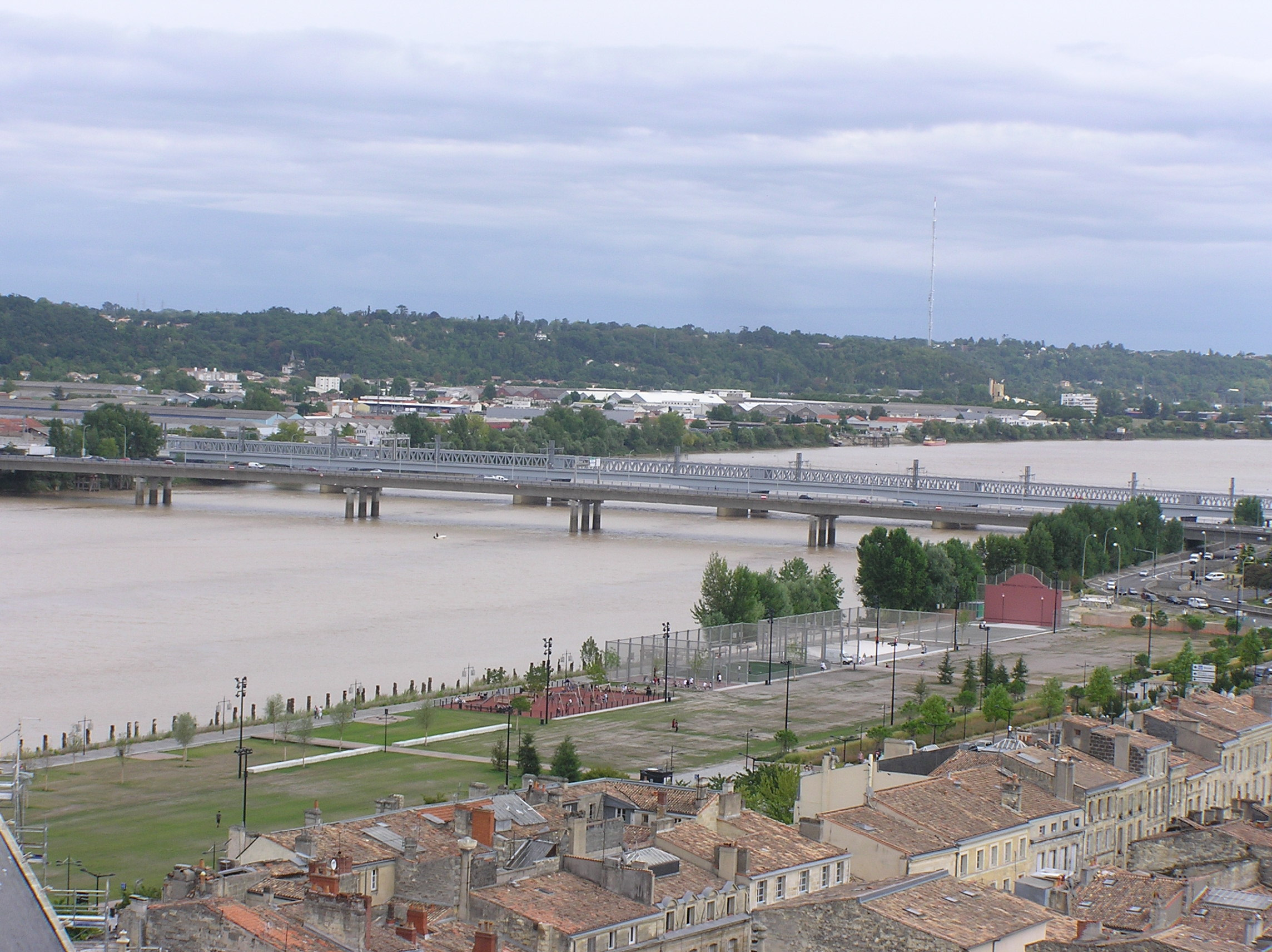
Parc des Sports Saint-Michel vu depuis la flèche Saint-Michel.

- Centres de formation :
  - le CREPS (Centre régional d'éducation populaire et de sport) Bordeaux, situé à Talence, est l'un des plus vieux centres du genre en France. Créé en mars 1941, il est à l'origine destiné à la formation des enseignants en EPS, et en 1985, il se transforme en CPEF (Centre Permanent d'Entraînement et de Formation), actuellement renommé en Pôle de Haut Niveau, ou plus couramment « Pôle France ». Le CREPS de Talence est très réputé pour son niveau de formation, avec notamment 8 handballeuses évoluant en Élite féminine (Division 1), des cyclistes professionnels (Fabien Sanchez, coureur de la FDJ, ou encore Matthieu Ladagnous, présent aux J.O. d'Athènes), mais également des volleyeurs professionnels.
  - le centre de formation des Girondins de Bordeaux
  - le centre de formation de l'Union Bègles Bordeaux

## Les clubs sportifs

### Clubs professionnels
| Nom                                | Sport            | Division                            | Stade/Salle             | Fondation | Titres | Coupes                                      |
| ---------------------------------- | ---------------- | ----------------------------------- | ----------------------- | --------- | ------ | ------------------------------------------- |
| FC Girondins de Bordeaux           | Football         | Première division (jusqu'en 2022)   | Stade Matmut-Atlantique | 1881      | 6      | 7 (4 Coupes de France 3 Coupes de la Ligue) |
| FC Girondins de Bordeaux           | Football         | Division 1 féminine (jusqu'en 2024) | Stade Sainte-Germaine   | 2015      |        |                                             |
| Union Bordeaux Bègles              | Rugby à XV       | Top 14                              | Stade Chaban-Delmas     | 2006      |        |                                             |
| Boxers de Bordeaux                 | Hockey-sur-glace | Ligue Magnus                        | Patinoire de Mériadeck  | 1998      | 1 (D1) |                                             |
| JSA Bordeaux Métropole             | Basket-Ball      | Nationale 1                         | Palais des sports       | 1938      |        |                                             |
| Bordeaux-Mérignac Volley           | Volley-Ball      | Élite féminine                      | Palais des sports       | 2013      |        |                                             |
| Girondins de Bordeaux Bastide HBC  | Handball         | National 3                          | Salle Jean-Dauguet      | 2014      |        |                                             |
| Union Bègles Bordeaux-Mios Biganos | Handball         | Division 1 féminine                 | Salle Jean-Dauguet      | 2013      |        | 1 (Coupe Challenge)                         |

### Associations sportives
| Nom                                                | Sport                          | Division                                               | Stade/Salle                                                                 | Fondation | Titres                                               |
| -------------------------------------------------- | ------------------------------ | ------------------------------------------------------ | --------------------------------------------------------------------------- | --------- | ---------------------------------------------------- |
| Girondins de Bordeaux omnisports 8 sections dont : | Girondins de Bordeaux Natation |                                                        | Piscine Judaïque                                                            | 1881      |                                                      |
| Stade bordelais – ASPTT 22 sections dont :         | Football                       | Championnat de France amateur                          | Stade Sainte-Germaine Stade Jacques-Chaban-Delmas (rugby, section féminine) | 1889      |                                                      |
| Stade bordelais – ASPTT 22 sections dont :         | Rugby à XV                     | Promotion d’Honneur (hommes) Elite 2 (féminin)         | Stade Sainte-Germaine Stade Jacques-Chaban-Delmas (rugby, section féminine) | 1889      | 1 (Challenge Armelle Auclair 2012, section féminine) |
| Union Saint-Bruno 22 sections dont :               | Water-polo                     | Championnat de France masculin (N1) et féminin (pro A) | Piscine Judaïque                                                            | 1890      | 3 (N2 1993 - 1997 - 2015, section masculine)         |
| Union Saint-Bruno 22 sections dont :               | Badminton                      | Top 12                                                 | Salle Jean-Dauguet Palais des sports                                        | 1890      | 1 (2011)                                             |
| Jeunes de Saint-Augustin 10 sections dont :        | Basket-Ball                    | Nationale 3 féminine                                   | Salle des Peupliers                                                         | 1938      |                                                      |
| Jeunes de Saint-Augustin 10 sections dont :        | Volley-ball                    | Nationale 3 masculin                                   | Salle des Peupliers                                                         | 1938      |                                                      |
| Jeunes de Saint-Augustin 10 sections dont :        | Volley-ball                    | Nationale 3 féminine                                   | Salle des Peupliers                                                         | 1938      |                                                      |
| Villa Primrose 3 sections dont :                   | Tennis                         | Première Division                                      | Villa Primrose                                                              | 1897      | 2 (2012, 2016)                                       |
| Villa Primrose 3 sections dont :                   | Hockey sur gazon               | Nationale 1 masculin                                   | Villa Primrose                                                              | 1924      | 4 (1950, 1954, 1955, 1956)                           |
| Villa Primrose 3 sections dont :                   | Hockey sur gazon               | Nationale 1 féminine                                   | Villa Primrose                                                              | 1924      | 1 (1939)                                             |

## Sports pratiqués
La métropole bordelaise compte plus de 200 000 licences sportives réparties en 80 disciplines.
Les différents sports pratiqués sont :
- Aviron :
  - Émulation nautique de Bordeaux, Club de Ligue 1
- Badminton : 
  - Union Saint-Bruno, équipe évoluant en championnat de France de badminton interclubs (championne en 2011, vice-championne en 2008 et 2010) avec notamment la cinquième joueuse mondiale Hongyan Pi
- Basket-ball :
  - JSA Bordeaux en Nationale 2 masculine (4e division masculine)
  - Jeunes de Saint-Augustin en Nationale 3 féminine.
- Basket-ball en fauteuil roulant : 
  - Les Léopards de Guyenne de Bordeaux évoluent en Nationale A (1re division nationale) et accueillent une poule qualificative de la Coupe d'Europe (2e division européenne) en mars 2014.
- Cricket : l'équipe de Bordeaux gagne régulièrement le Championnat du sud ouest de la France.
- Football :
  - l'équipe masculine des Girondins de Bordeaux évolue en Ligue 1 du Championnat de France de football et gagne le championnat en 1950, 1984, 1985, 1987, 1999 et 2009. La section féminine, créée en 2015 évolue en Division 1.
  - l'équipe du Stade bordelais qui évolue en Championnat de France Amateurs
- Football américain : 
  - L'équipe des Lions de Bordeaux évolue en Troisième Division du Championnat de France de football américain.
- Football australien : 
  - L'équipe des Bordeaux Bombers qui organise la coupe de France de Football Australien en 2009 et gagne celle de 2012.
- Golf : golf de Bordeaux à Bordeaux-Lac, où se tient l'Open international de Bordeaux
- Handball :
  - Girondins de Bordeaux Bastide HBC, équipe masculine évoluant en Nationale 2
  - Union Bègles Bordeaux-Mios Biganos, équipe de handball féminine évoluant en Division 1, vainqueur de la Coupe Challenge 2015
- Hockey sur glace : 
  - Boxers de Bordeaux, évoluant en Ligue Magnus
- Patinage : 
  - Les Atlantides de Bordeaux (équipe de patinage synchronisé), 4 fois Championnes de France Sénior Elites, sélectionné pour les Championnats du Monde (ISU World Synchronizated Skating Championship) 2008 (Zagreb Croatie) 2009 (Budapest, Hongrie) 2010 (Colorado Springs) et 2011 (Helsinki, Finlande)
- Rugby à XV :
  - Union Bordeaux Bègles (UBB), évoluant en TOP 14 du Championnat de France de rugby à XV depuis leur montée fin 2011.
- Tennis : Villa Primrose
- Tennis de table :
  - Les sections masculines et féminines du CAM Bordeaux ont tour à tour participé au Championnat de France de Pro A, la plus haute division nationale. La section féminine évolue actuellement en Championnat de France Pro B de tennis de table. Liu Song, Champion en titre des Jeux panaméricains évolue aujourd'hui au CAM Bordeaux Tennis de Table, dans l'équipe 1 messieurs.
- Taekwondo
- Ultimate frisbee :
  - L'équipe du Stade-Bordelais (33 tours), évolue en 1re division depuis la saison 2012-2013, après être devenue championne de N2, et invaincue sur les 3 phases de championnat. Bordeaux accueille le championnat d'Europe des clubs (XEUCF) du 26 au 29 septembre 2013.
- Centre de voile de Bordeaux-Lac
- Volley-ball
  - L'équipe Bordeaux-Mérignac Volley évolue en Élite féminine.
  - Les JSA Bordeaux Volley évoluent en Championnat de France de Nationale 3 de volley-ball masculin et en Championnat de France de Nationale 3 de volley-ball féminin.
- Water-polo
  - L'Union Saint-Bruno évolue en Nationale 1 Masculine et Pro A féminine et joue à la Piscine Judaïque.